# 張守德
張守德（1986年7月4日—2017年12月23日），臺灣脊髓性肌肉萎縮症患者。

## 生平
張守德生於1986年7月4日，出生地為今新北市淡水馬偕紀念醫院，母親為臺灣新住民，父親為南投縣魚池鄉人。
張守德5歲時，經高雄醫學大學小兒神經科鐘育志醫師確診為罹患脊髓肌肉萎縮症。10歲時，他從事水泥工的父親車禍身亡。因再無人可以載他上學，張守德只能選擇高雄市楠梓區楠梓國小在家班，一周兩次由老師到家裡教學。當他12歲時，母親因糖尿病過世。張守德回憶13歲就開始坐輪椅，再4年哥哥因意外死亡。之後，張守德隨長兄，與舅舅一家住在一棟舊公寓四樓，外出僅能靠家人抱著上下樓梯。進入楠梓特殊學校後，他學會動畫製作、影像處理軟體應用，並考取網頁設計、電腦軟體應用等多張電腦證照。
2007年，張守德入學台南南榮技術學院，以每周搭乘康復巴士，在高雄醫學大學、高雄應用科技大學及樹德科技大學修習學分。高醫副校長鍾育志委請輔導老師李姵讌，找學伴協助張守德的校園生活，因而有生物系同學林俊杰義務家教、吳宗澤協助如廁、買便當及借閱圖書等。2008年3月19日，張守德搭康復巴士到高醫上課途中，咳痰機的不斷電系統故障，車上卻無電源可用，便昏迷而差點死亡。11月29日，他接受內政部的金鷹獎表揚。後來，張守德就讀高雄市空中大學大眾傳播系。
2013年3月12日，張守德在高雄市立楠梓特殊學校舉行自傳《生命藏寶圖-呼吸英雄張守德的生命故事》發表會時，高雄市長陳菊親臨現場致賀。之後，陳菊將此書荐列為高雄市各圖書館館藏、黃昭順也買10本贈人。次日，張守德獲頒周大觀文教基金會的全球熱愛生命獎章。
台灣的身心障礙者有希望以《身心障礙者權益保障法》第47條「中央主管機關應建立身心障礙勞工提早退休之機制」來降低他們退休年齡的陳情。2013年5月23日，張守德對總統馬英九親自遞交陳情書。面呈總統的四項，有「身心障礙勞工得以容許合法提前至五十歲退休」、「重視長期重北輕南無障礙交通不足的現象」、「關心早期療育得以納入國民教育階段並立法以合法強制介入早期療育」及「關注身心障礙者的參政權」。
張守德以哈利路亞生命關懷協會總幹事的身分，到監獄或學校演講、關懷獨居老人、身障朋友。他將存下低收入戶補助、演講費和出書版稅作為獅甲國中弱勢學生獎學金，2016年3月18日發出第一筆3200元新台幣。
2017年12月23日，張守德逝世。

## 出版書籍
- 張守德. . 周大觀基金會. 2013. ISBN 9789868928404.